# هیرویوکی نیتا
هیرویوکی نیتا (ژاپنی: 仁田尾 博幸؛ زادهٔ ۲۷ نوامبر ۱۹۷۳) یک بازیکن فوتبال اهل ژاپن است.
از باشگاه‌هایی که در آن بازی کرده‌است می‌توان به باشگاه فوتبال یوکوهاما فلگلز، باشگاه فوتبال جف یونایتد چیبا، باشگاه فوتبال کیوتو سانگا و باشگاه فوتبال توکیو اشاره کرد.